# Матвеевка (Владимирская область)
Матвеевка — деревня в Селивановском районе Владимирской области России, входит в состав Волосатовского сельского поселения.

## География
Деревня расположена на берегу реки Колпь в 8 км на юго-запад от центра поселения посёлка Новый Быт и в 13 км на северо-запад от райцентра рабочего посёлка Красная Горбатка.

## История
В конце XIX — начале XX века деревня входила в состав Тучковской волости Судогодского уезда, с 1926 года — в составе Дубровской волости Муромского уезда. В 1859 году в деревне числилось 23 двора, в 1905 году — 26 дворов, в 1926 году — 42 двора.
С 1929 года деревня входила в состав Копнинского сельсовета Селивановского района, с 2005 года — в составе Волосатовского сельского поселения.

## Церковь Покрова на Колпи
Церковь Покрова на Колпи — храм на территории подворья Троице-Сергиевой лавры над рекой Колпью на окраине Матвеевки, имеет государственную регистрацию как Религиозная организация  "Подворье Покровского Хотькова ставропигиального женского монастыря "Женский скит Покрова на Колпи" Русской православной церкви (Московский Патриархат)" и как скит ставропигиального монастыря находится в ведении патриарха Московского и Всея Руси.
Крестово-купольный кирпичный храм по строился по образцу церкви Покрова на Нерли 13 лет (с 2001 года). Освящён в апреле 2014 года.
Основателями скита был священник Дмитрий (Болтрукевич) и монахиня Ольга. В 1995 года на холме над колпьской плотиной была построена деревянная Покровская церковь, часовня, кельи и другие хозяйственные постройки. В скит потянулись паломники из Владимирской и других областей. Община «Женский скит Покрова на Колпи» действует с 26 июня 2002 года. 
Патриарх Московский и всея Руси Кирилл наградил заместителя генерального директора ОАО «Мстерский завод керамических стеновых материалов» М.Ю. Каракина орденом Преподобного Сергия Радонежского III степени за помощь  храму Покрова на Колпе.
В скиту по состоянию на 2019 год проживают пять монашек и ещё несколько послушниц. Богослужения проводят священники, приезжающие из Троице-Сергиевой лавры. Кроме совершения молитв, обитатели скита возделывают землю, разводят пчёл, держат скот и птицу, шьют церковное облачение и монашескую одежду. Настоятельницей до октября 2020 года была Светлана (Шатухо), после этого — Наталия (Баранова).

## Население
| 1859 | 1905 | 1926 | 2002 | 2010 | 2021 |
| ---- | ---- | ---- | ---- | ---- | ---- |
| 146  | ↗201 | ↗223 | ↘37  | ↘26  | ↘24  |